# لیتل مسینگهم

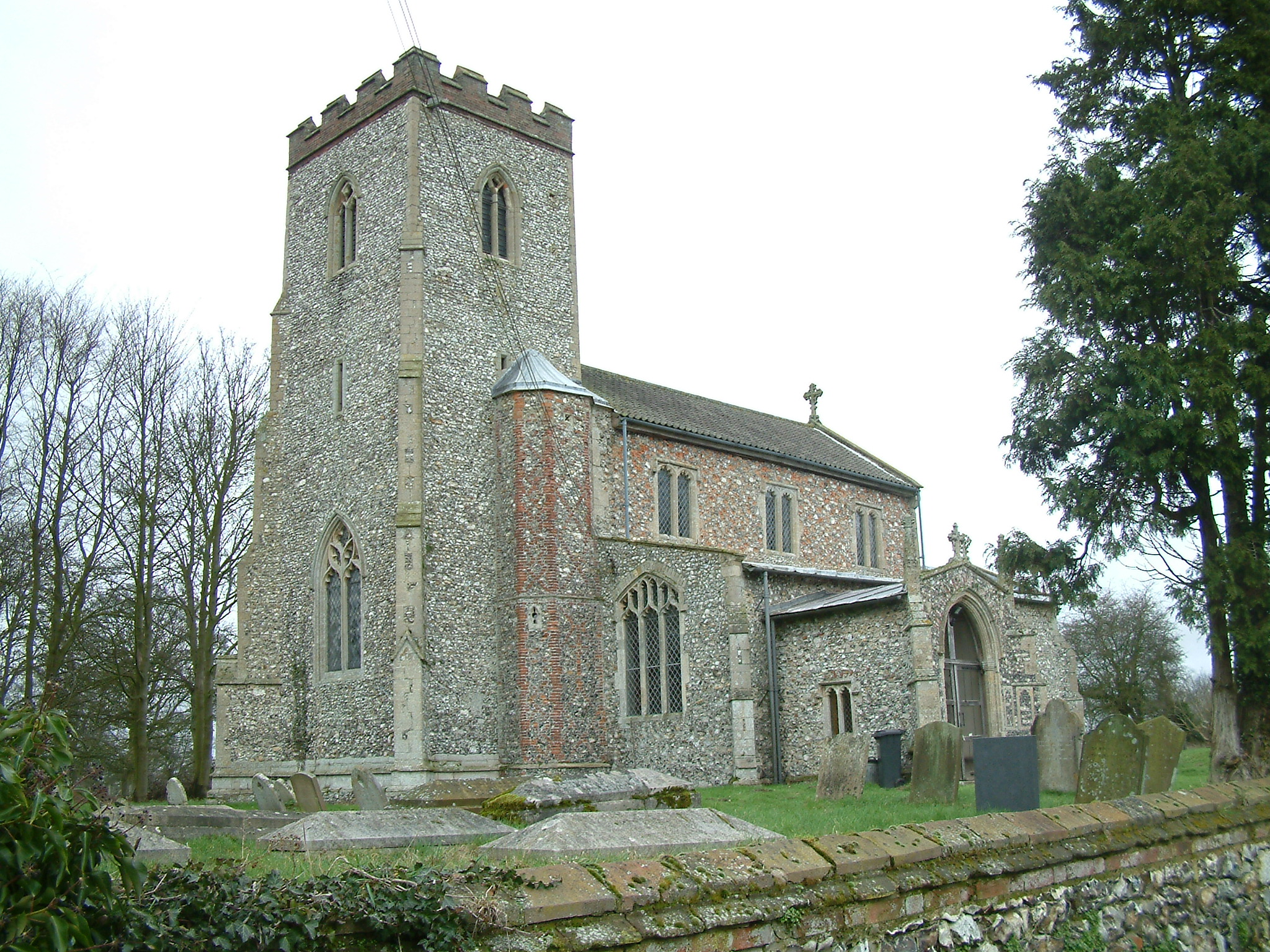
لیتل مسینگهم

لیتل مسینگهم (به انگلیسی: Little Massingham) یک روستا و محله مدنی در بریتانیا است که در King's Lynn and West Norfolk واقع شده‌است. لیتل مسینگهم ۹٫۲۷ کیلومتر مربع مساحت و ۷۴ نفر جمعیت دارد.